# Белая книга Украины
Белая книга Украины — ежегодное издание Министерства обороны Украины и Генерального Штаба Вооружённых Сил Украины. Выпускается с 2005 года на украинском и английском языках.
Ежегодник «Белая книга» публикуется в соответствии с законом Украины № 975-IV от 19 марта 2003 года «Про демократический контроль над Военной организацией и правоохранительными органами» с целью систематического информирования общественности про деятельность вооруженных сил Украины. Основное внимание ежегодника сосредоточено на вопросах оборонной политики государства.

## Выпуски

### Вооружённые силы
- «Белая книга-2005: оборонная политика Украины» — первый выпуск ежегодника был посвящён проблемам реформирования вооруженных сил Украины. В публикации отображено текущее состояние вооруженных сил Украины и основные направления их дальнейшего развития.
- «Белая книга-2007: оборонная политика Украины» была представлена 23 февраля 2008 года, тираж ежегодника составлял 23 тыс. экземпляров (в том числе 1500 экземпляров на английском языке)[1].
- «Белая книга-2008: оборонная политика Украины» была представлена 23 февраля 2009 года.
- «Белая книга-2010» издана в 2011 году тиражом 8800 экз. (из них 1500 — на английском языке).[2]
- «Белая книга-2011. Вооруженные силы Украины» издана в феврале 2012 года тиражом 7300 экз. (из них 1500 — на английском языке)[3].
- «Белая книга-2012. Вооруженные силы Украины» издана в феврале 2013 года тиражом 10 500 экз. (из них 1500 — на английском языке)[4].
- «Белая книга-2013. Вооруженные силы Украины» издана в 2014 году.
- «Белая книга-2014. Вооруженные силы Украины» издана в 2015 году.
- «Белая книга-2015. Вооруженные силы Украины» издана в 2016 году тиражом 2250 экз.[5]
- «Белая книга-2016. Вооруженные силы Украины» издана в 2017 году тиражом 2500 экз.[6]
- «Белая книга-2017. Вооруженные силы Украины» издана в 2018 году тиражом 3700 экз.[7]
- «Белая книга-2018. Вооруженные силы Украины» издана в 2019 году.

### Служба безопасности и разведывательные органы
- «Белая книга 2007: Служба безопасности и разведывательные органы Украины».[8]
- «Белая книга 2008: Служба безопасности Украины».[9]
- «Белая книга 2021: Служба внешней разведки Украины».

### Национальная гвардия
- Белая книга-2015: Национальная гвардия Украины. Первый тираж 150 экземпляров.[10]
- Белая книга-2016: Национальная гвардия Украины. Издана в 2017 году, общий тираж 150 экземпляров.[11]
- Белая книга 2017. Национальная гвардия Украины.[12]

### Пограничная служба
- Белая книга-2014: Государственная пограничная служба Украины.
- Белая книга-2015: Государственная пограничная служба Украины.
- Белая книга-2016: Государственная пограничная служба Украины. Издана в 2017 году в электронном виде.[13]